# Ronny Gunnarsson
Ronny «Geson» Gunnarsson, född 14 juli 1955 i Göteborg, är en svensk fotbollspersonlighet. 
Gunnarsson har spelat professionell fotboll i 30 år. Han har varit förbundskapten for Färöarnas A-landslag. Under 1980-talet var han elittränare.
Gunnarsson var krönikör i Magasinet Svensk Fotboll i över elva år och förutom detta så har han också varit fotbollskrönikör i flera sportsmagasin och tidningar i de senaste 25 åren. Han är både FIFA/UEFA Match Agent och har organiserat flera stora fotbollsarrangemang och vänskapsmatcher med ett flertal toppklubbar i Europa.
Gunnarsson har också varit PR-Man för Norsk Fotballtrenerforening och The Nordic Football Coaches Conference under de sista åren. 
Han är far till fotbollsspelaren Niklas Gunnarsson.